# زیست‌کش
زیست‌کش یک مادهٔ شیمیایی یا میکروارگانیسم است که می‌تواند هرگونه میکروارگانیسم زیان‌آور را با استفاده از روش‌های شیمیایی یا زیستی از میان ببرد، خنثی یا کنترل کند. زیست‌کش می‌تواند سنتتیک یا طبیعی باشد.

## کاربرد
زیست‌کش‌ها معمولاً در پزشکی، کشاورزی، جنگل‌داری و صنعت کاربرد دارند. مواد نگهدارنده مانند نگهدارندهٔ چوب، پلاستیک و فیبر، رنگ‌ها، پارچه و نیز مواد گندزدا و ضد رسوب زیست‌کش هستند. زیست‌کش می‌تواند آفت‌کش باشد؛ مانند قارچ‌کش، علف‌کش، آفت‌کش، جلبک‌کش، راب‌کش، موش‌کش و جونده‌کش، دافع حشرات یا ضد میکروب باشد؛ مانند مواد شوینده و پاک‌کنندهٔ بدن و مو، آنتی‌بیوتیک، ضدباکتری، ضد ویروس، ضد قارچ، ضدانگل و نیز ضد تک‌یاخته باشد. مواد ضدعفونی‌کننده در درمان عفونت‌ها نیز زیست‌کش هستند.

## پیشگیری بیماری‌های عفونی
زیست‌کش‌ها در پیشگیری بیماری‌های عفونی گوناگون به‌کار می‌روند.
- بیماری‌های عفونی که توسط ناقل آلوده، یعنی بندپایان آلوده منتقل می‌شوند، مانند بیماری انگلیمالاریا و بیماری‌های ویروسی تب دنگی و چیکونگونیا.
- بیماری‌های منتقل شده از غذا، مانند بیماری‌های باکتریایی سالمونلوز و لیستریوسیس.
- عفونت‌های بیمارستانی مانند ام.آر.اس.آ[۳]

## تقسیم‌بندی زیست‌کش‌ها
زیست‌کش‌ها را می‌توان به دو گروه عامل‌های اکسیدکننده و عامل‌های غیر اکسیدکننده تقسیم کرد.
عامل‌های اکسیدکننده عبارت‌اند از:
- کلر
- کلر دی‌اکسید
- کلرویزوسیانورات‌ها
- هیپوکلریت
- ازون

عامل‌های غیر اکسیدکننده عبارت‌اند از:
- آکرولئین
- آمین‌ها
- کلرینیتد فنولیک‌ها
- نمک‌های مس
- ترکیب‌های ارگانو سولفور
- نمک‌های چهارتایی آمونیم

در موارد بسیاری عامل‌های اکسیدکننده، کارایی لازم را نداشته و عامل‌های غیراکسیدکننده افزوده می‌شود.

## دربارهٔ برخی مواد زیست‌کش
- ترکیبات آلی قلع با نام تری بوتیل تین (TBT)

ارگانوتین‌ها ترکیباتی با خاصیت باکتری‌کشی و قارچ‌کشی قوی هستند، به همین دلیل بسیاری از تری‌ارگانوتین‌ها به عنوان زیست‌کش در محیط زیست کاربرد دارند. از سال ۱۹۶۰ ترکیبات تری بوتیل تین به‌طور گسترده‌ای در سراسر جهان در رنگ‌های ضد خزه برای جلوگیری از رشد ارگانیسم‌های رسوبگذار بر روی تجهیزات ثابت و متحرک مورد استفاده بوده‌اند. ورود این ترکیبات به محیط دریا برای موجودات آبزی اکوسیستم دریا پیامدهای زیست‌محیطی مهمی را به دنبال دارد. این امر منجر به ممنوعیت تولید رنگ‌های ضد خزه دارای تری بوتیل تین تا سال ۲۰۰۳ و ممنوعیت استفاده از آن‌ها تا سال ۲۰۰۸ در تمامی آب‌های دنیا شده‌است. علیرغم ممنوعیت استفاده از این ترکیبات در بسیاری کشورها، تری بوتیل تین (TBT) در آب، رسوب و نمونه‌های زیستی بسیاری از مناطق ساحلی و مناطق مصبی قابل اندازه‌گیری است.
- ترکیب‌های هالوژنه هیدانتوئین

ترکیبات چهارتایی آمونیم به عنوان زیست‌کش در مواد نگهدارنده پلاستیک، در صنایع مرغداری و نیز در محیط‌های آبی، سنتزهای ارگانیک و … به‌کار می‌روند.
- مس یک ابزار زیست‌کش

یون‌های مس به تنهایی یا در ترکیب‌ها، قرن‌ها است که برای ضدعفونی کردن جامدات، مایعات و بافت انسانی به‌کار رفته‌است. امروزه نیز، مس در تصفیهٔ آب و به‌عنوان جلبک‌کش، قارچ‌کش، نماتدکش، راب‌کش و نیز به عنوان عامل ضد باکتری و ضدرسوب به‌کار می‌رود. مس یک زیست‌کش است.
سطوح مس و آلیاژهای آن به عنوان اولین مادهٔ جامد ضدمیکروبی شناخته شده‌است.
آژانس حفاظت محیط زیست ایالات متحدهٔ آمریکا در سال ۲۰۰۸ با معرفی ۴۷۹ آلیاژ مس، آن‌ها را به عنوان سطوح ضدمیکروب به ثبت رسانده‌است. پیش از این، تنها مواد مایع و گازی شکل مانند اسپری‌ها و پودرهای کنسانتره به عنوان استریلیزه‌کننده، ضدعفونی‌کننده و ضد میکروب شناخته می‌شدند. سطح ضد میکروبی مس، بیش از ۹۹٫۹٪ باکتری‌ها را در مدت دو ساعت می‌کشد. حتی پس از آلودگی مجدد نیز، سطح آلیاژ مس، مانع شکل‌گیری و رشد باکتری در عرض مدت دو ساعت می‌شود.